# Loughton (Essex)
Loughton is een civil parish in het bestuurlijke gebied Epping Forest, in het Engelse graafschap Essex. De plaats telt 31.106 inwoners.